# Never Again (Briga)
Never Again è il secondo album in studio del cantante italiano Briga, pubblicato il 19 maggio 2015 dalla Honiro Label con distribuzione Universal Music Group.

## Descrizione
Caratterizzato da una vena più melodica rispetto ai precedenti lavori Alcune sere e Malinconia della partenza, Never Again si avvale della partecipazione di molti artisti legati all'ambiente hip hop italiano e internazionale, come Primo Brown, Gemello del TruceKlan e la cantante Martina May (già collaboratrice di Coez, Achille Lauro e Cor Veleno). La produzione artistica è stata affidata a Simone Bacchini e Marco Buonomo presso lo studio Best Brother Records di Roma.

## Pubblicazione
L'uscita originaria dell'album, prevista per il 22 settembre 2014, viene posticipata al 19 maggio 2015 a causa della partecipazione di Briga all'edizione 2014 del talent show Amici di Maria De Filippi. L'11 luglio 2014 è stato infatti pubblicato il primo singolo L'amore è qua, seguito tre giorni più tardi dal relativo video musicale, seguito il 21 agosto dal video del brano Talento de barrio, girato a Madrid.
Nel corso della partecipazione ad Amici di Maria De Filippi, alla lista tracce originaria (allora comprendente 10 brani) sono stati aggiunti altri quattro brani, tra cui Giunto alla linea (Indietro), inciso in duetto con Tiziano Ferro, e una versione al pianoforte di Tu. Inoltre, prima dell'uscita dell'album sono stati pubblicati digitalmente i singoli Esistendo e Sei di mattina, usciti rispettivamente il 4 e il 12 maggio 2015.

## Tracce
1. Never Again – 1:56 (testo: Mattia Bellegrandi – musica: Simone Bacchini, Marco Buonomo)
2. Giunto alla linea (indietro) (Tiziano Ferro feat. Briga) – 3:48 (testo: Tiziano Ferro, Ivano Fossati, Mattia Bellegrandi – musica: Tiziano Ferro)
3. Talento de barrio (con Elio Toffana & Kompayde) – 2:52 (testo: Mattia Bellegrandi, Elio Toffana, Kompayde – musica: Simone Bacchini, Marco Buonomo, Davide D'Onofrio)
4. L'amore è qua – 3:10 (testo: Mattia Bellegrandi – musica: Simone Bacchini, Marco Buonomo)
5. Nessuna è più bella di te (con Gemello) – 4:18 (testo: Mattia Bellegrandi, Andrea Ambrosio – musica: Marco Zangirolami, Simone Bacchini, Marco Buonomo)
6. Non più una bugia – 3:18 (testo: Mattia Bellegrandi – musica: Simone Bacchini, Marco Buonomo)
7. Sei di mattina (Acoustic Version) – 4:15 (testo: Mattia Bellegrandi – musica: Mario Romano)
8. Tu – 3:11 (testo: Mattia Bellegrandi – musica: Simone Bacchini, Marco Buonomo)
9. Le stesse molecole – 4:01 (testo: Mattia Bellegrandi – musica: Fernando Alba)
10. L'amo (con Primo & Martina May) – 4:41 (testo: Mattia Bellegrandi, David Maria Belardi – musica: Simone Bacchini, Marco Buonomo, Davide D'Onofrio)
11. Naufrago – 4:25 (testo: Mattia Bellegrandi – musica: Simone Bacchini, Mario Romano, Matteo Costanzo)
12. Dicembre Roma – 4:26 (testo: Mattia Bellegrandi – musica: Marco Zangirolami, Simone Bacchini, Marco Buonomo)
13. Esistendo – 4:26 (testo: Mattia Bellegrandi – musica: Simone Bacchini, Marco Buonomo)
14. Tu (Piano Edit) (con Enzo Campagnoli) – 2:14 (testo: Mattia Bellegrandi – musica: Simone Bacchini, Marco Buonomo)

Contenuto bonus nella Platinvm Edition
- CD 1

1. Giù con me (schiena) (con Emma) – 5:17
2. Anche tu – 4:06
3. Nessuna è più bella di te (Live from the Basement) – 7:01

- CD 2

1. Benvenuta – 3:23
2. Binario 3 (con LowLow) – 4:00
3. Scusa se (con Sercho) – 3:26
4. Campione di sogni – 3:40
5. La mia storia da scrivere (con Mostro) – 2:48
6. Vieni qui – 3:01
7. Honiro Platinvm Track (con LowLow, Sercho & Mostro) – 3:52